# 成嶋瞳子
成嶋 瞳子（なるしま とうこ、1973年2月19日 - ）は日本の女優。山口県出身。

## 来歴
大学在学中に演劇を学んだ。卒業後、プロダクションに所属した時期もあったが、ほとんどエキストラのような仕事しかなかった。派遣で仕事をしていた2013年、橋口亮輔監督に見出され、「ゼンタイ」のエピソード「レジ店員」に出演した。つづいて2015年、同監督の「恋人たち」に出演した。主婦・瞳子は、自分に関心がない夫、そりが合わない義母との生活に疲れていたが、ある男との出会いをきっかけに新しい人生に飛び込もうとする。この演技で第30回高崎映画祭・優秀新進俳優賞を受賞した。

## 人物
特技は英会話、趣味は語学と散歩。

## 出演

### テレビドラマ
- 双子探偵（1999年、NHK教育）[1]
- 怪談新耳袋 百物語 第百六話「帰宅」（2010年5月2日、BS-TBS）[8]
- コールドケース 〜真実の扉〜 第4話（2016年11月12日、WOWOW） - 松本豊子 役
- 山本周五郎時代劇 武士の魂 第九話「野分」（2017年8月8日、BSジャパン）[8]
- 我が家の問題 第3回「初めての里帰りに悩む妻」（2018年2月18日、NHK BSプレミアム）
- 満願 最終夜「満願」（2018年8月16日、NHK総合）[8]
- さまよう刃（2021年5月 - 6月、WOWOW）
- 初情事まであと1時間 第十二話「ずっくん」（2021年9月11日、TELASA・J:COMオンデマンド）  - 桜子さん 役
- ああ、ラブホテル 〜秘密〜 第6話「十八番」（2023年6月23日、WOWOW） - ムツミ 役[9]

### 映画
- プラスワンvol. 3「鶴園家のめまい」（2010年7月3日、アプレ)
- ゼンタイ（2013年8月31日、テンカラット）
- 恋人たち（2015年11月14日、松竹ブロードキャスティング、アーク・フィルムズ） - 瞳子 役
- サニー/32（2017年2月17日、日活）
- 22年目の告白-私が殺人犯です-（2017年6月10日、ワーナー・ブラザース映画）
- きらきら眼鏡（2018年9月15日、S・D・P）
- 恋のしずく（2018年10月20日、ブロードメディア・スタジオ）
- 閉鎖病棟-それぞれの朝- （2019年11月1日、東映）
- ある殺人、落葉のころに（2021年2月20日、イハフィルムズ）[10]
- ホムンクルス（2021年4月2日、エイベックス・ピクチャーズ） - ユカリの母 役
- さがす（2022年1月21日、アスミック・エース） - 原田公子 役
- 絆のものがたり　心と心を結ぶもの（2023年10月20日、吉本興業） - 「この町の」に出演

### CM
- ECCコンピュータ専門学校（ラジオCM） [1]
- ポッキー（ラジオCM）[1]
- パチンココンコルド「コンコル土鍋」（2021年 - 2022年、静岡ローカル）
- パチンココンコルド「大人ってなんだ」（2023年 - 2024年、静岡ローカル）

## 受賞歴
2016年
- 第30回高崎映画祭 最優秀新人女優賞（『恋人たち』）[5]